# Sultan Al-Bishi
Sultan Al-Bishi (* 28. ledna 1990) je saúdskoarabský záložník. V současnosti hraje za saúdskoarabský klub Ar-Raed FC, kde hostuje z Al Hilal FC.